# 黃貽楫
黃貽楫（1850年—1900年），字济川，福建晋江人。清朝官员。

## 生平

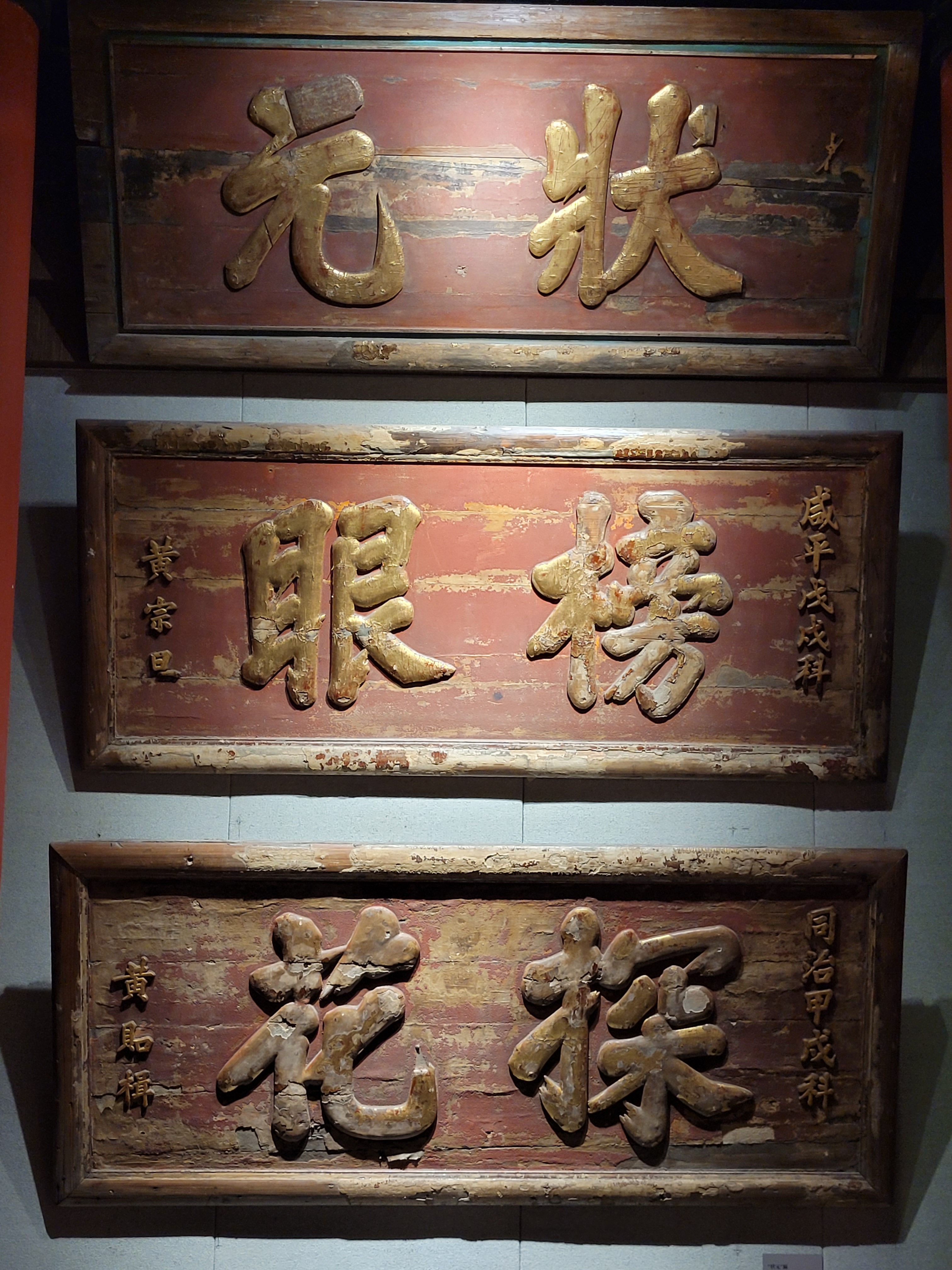
2022年泉州博物馆陈列之黄贻楫匾额

同治十三年（1874年）甲戌科陆润庠榜一甲第三名进士（探花），授翰林院编修。累迁至刑部主事，升湖北侯补道，又调礼部任主事。光绪元年（1881年），入直南书房，任广东学政。
光绪二十六年（1900年），义和团运动兴起，黄贻楫竭力主战，不久即弃官归里，担任泉州清源书院山長。同年病卒。

## 家族
父黄宗汉，两广总督。